# Дорверт
Дорверт (нід. Doorwerth) — село в нідерландській провінції Гелдерланд. Входить до муніципалітету Ренкюм.
До 1923 року мало статус окремого муніципалітету.

## Галерея

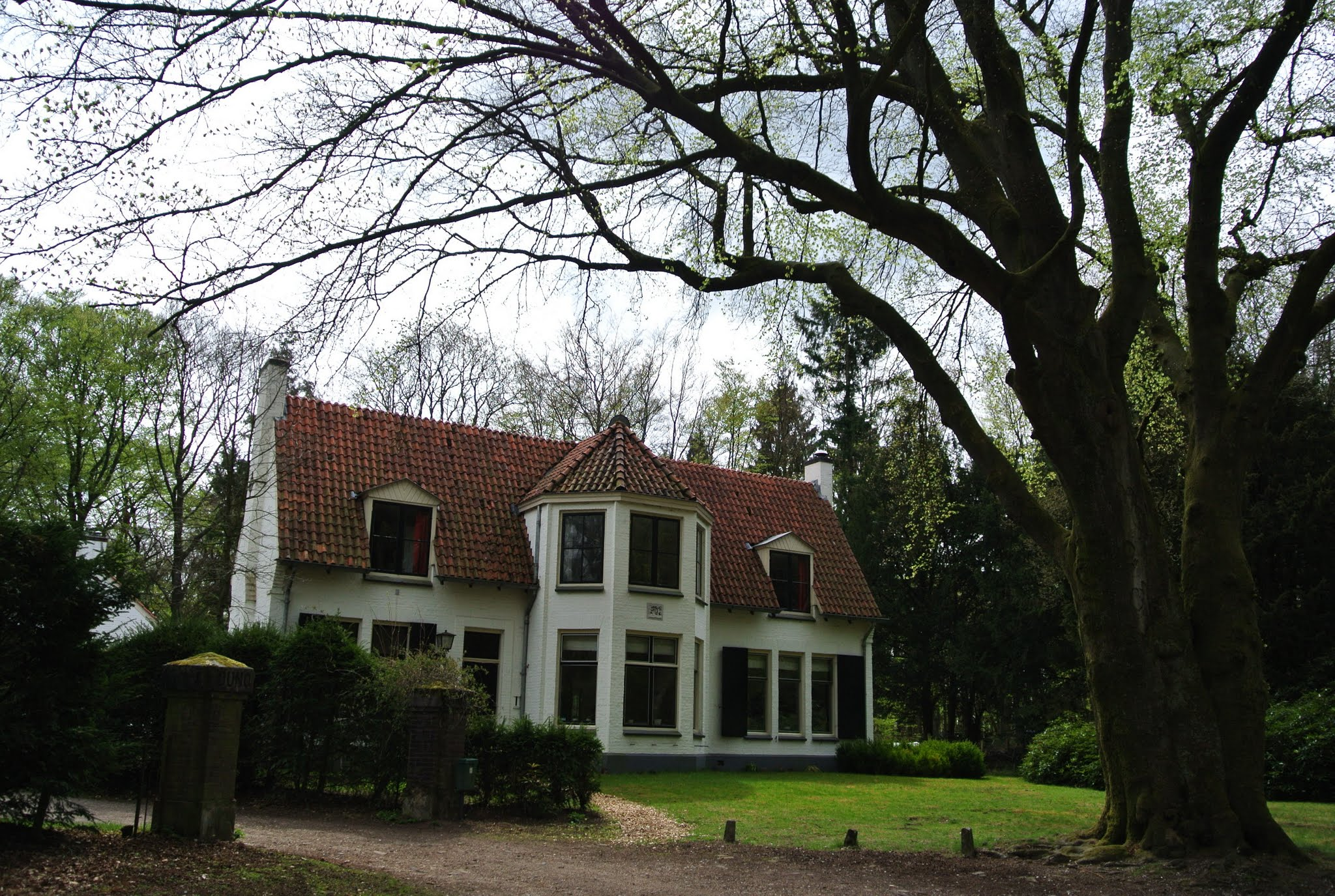
Вілла в селі
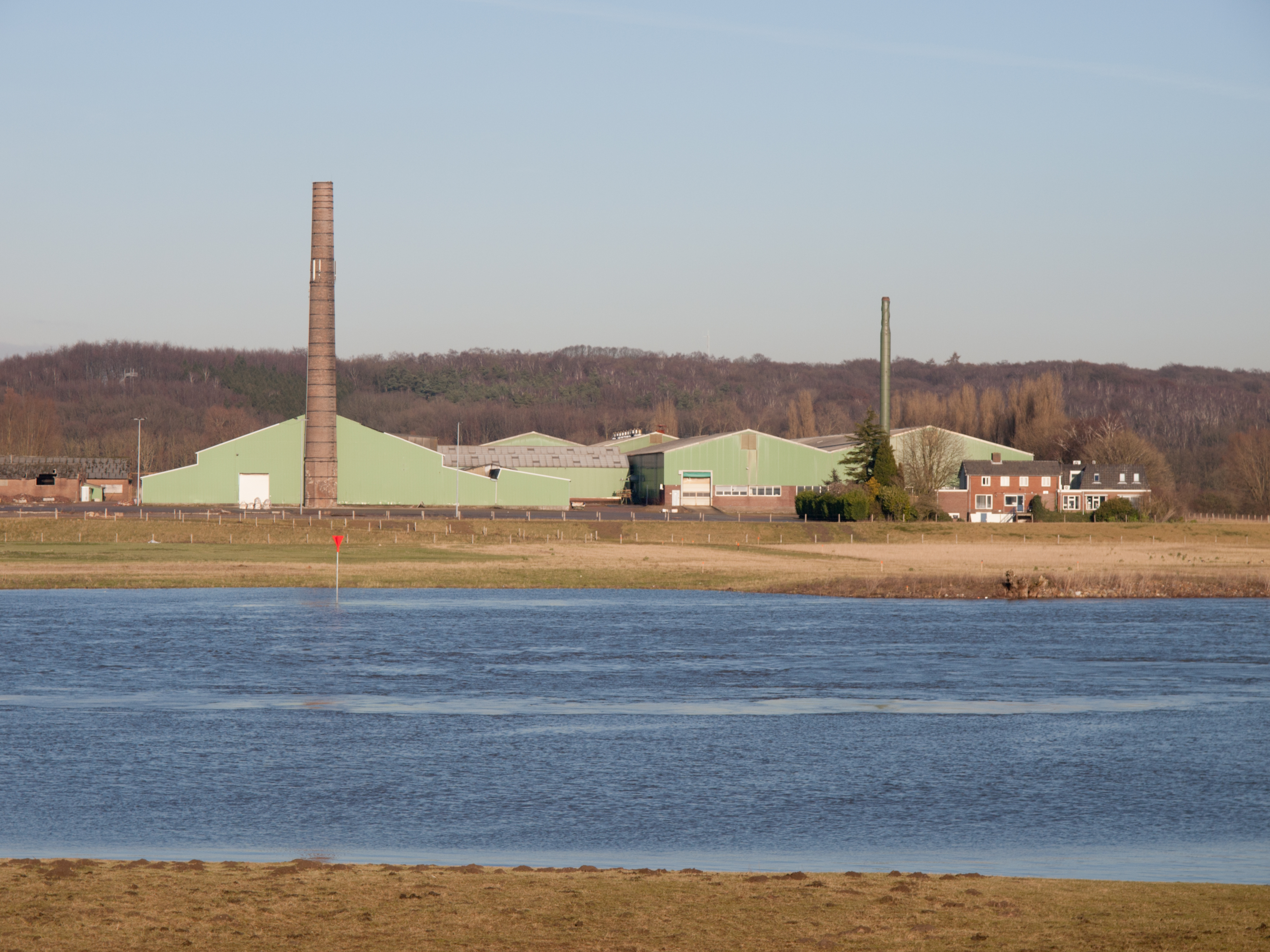
Цегляний завод
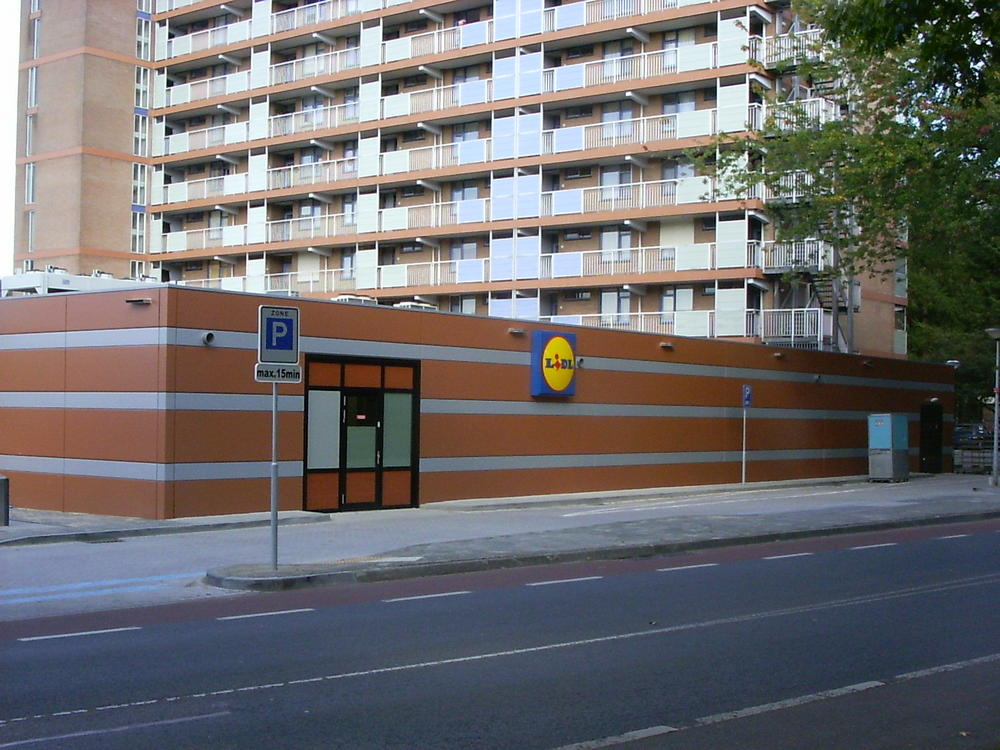
Багатоквартирний будинок
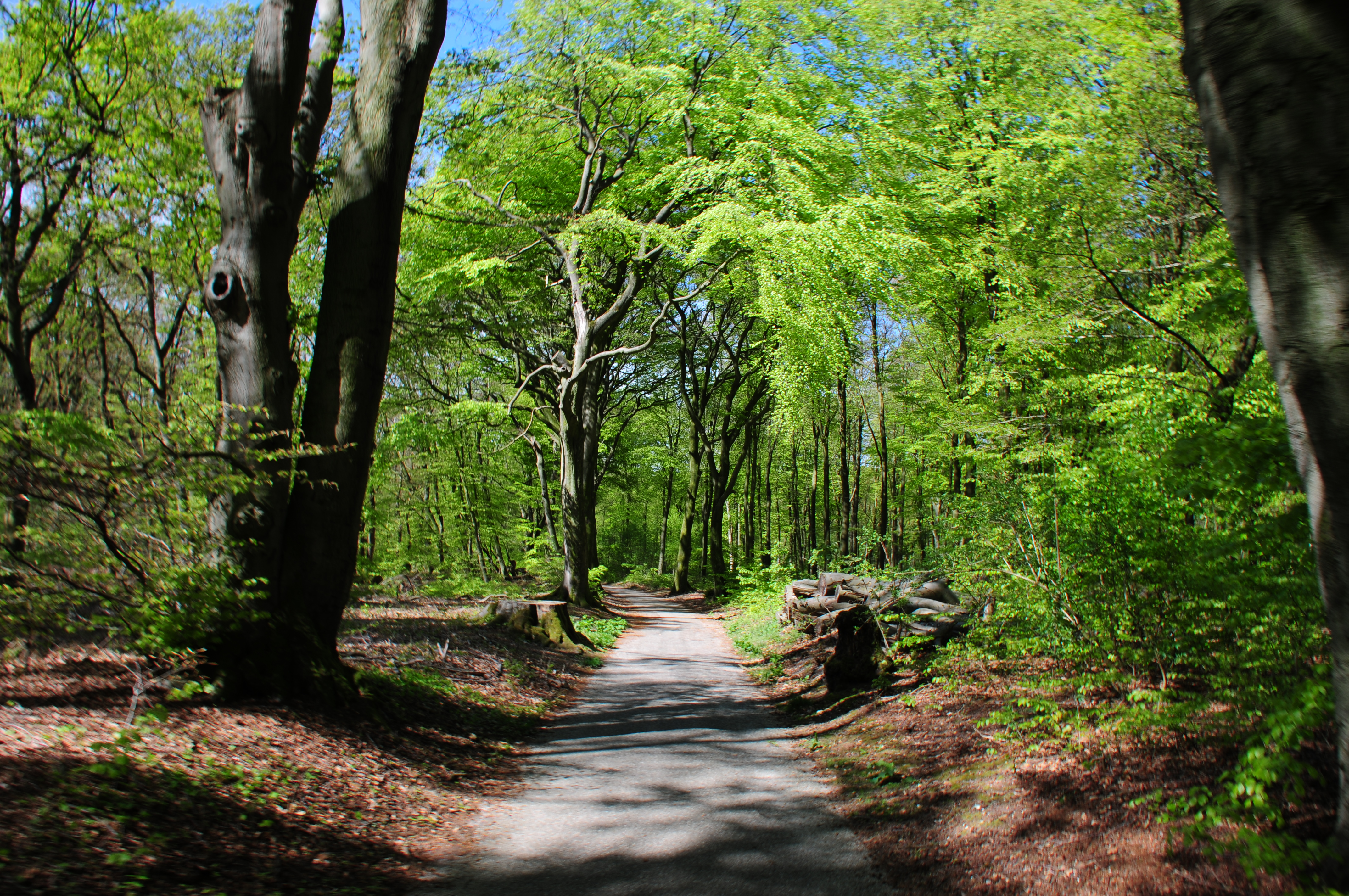
Стежка в лісі